# Hohe Liebe
Die Hohe Liebe ist ein 400,9 m ü. NHN hoher Tafelberg im Elbsandsteingebirge in Sachsen.

## Lage
Der Berg befindet sich im östlichen Teil des Nationalparks Sächsische Schweiz. Er wird nördlich vom Kirnitzschtal und südlich von der Schrammsteingruppe begrenzt. Im Osten liegt im Nassen Grund ein kleiner Zufluss zur Kirnitzsch.

## Geologie
Die eher spitz- oder kegelförmige Form ist untypisch für Tafelberge im Elbsandsteingebirge. Die geologische Ursache liegt in einer Unterschiebung durch die Lausitzer Platte, so dass eine schrägstehende, von West nach Ost ansteigende Platte mit den Gipfeln der Gellchensteine (244 m) im Westen über die Kleine Liebe (344 m) und der Hohen Liebe im Osten resultiert. Der gesamte Berg ist bewaldet. Die bei den nahe gelegenen Tafelbergen typischen Felsengipfelreihen mit steilen Felswänden fehlen vollständig. Die Tafelbergform wird erst am felsigen Gipfel sichtbar.

## Zugang
Über den Gipfel führt von Ostrau aus ein markierter, als Oberer Liebenweg später als Butterweg bezeichneter Wanderweg ins Kirnitzschtal. Weitere Zugänge sind auch von der Ostrauer Mühle oder von Wanderwegen um die Schrammsteine oder aus dem Nassen Grund möglich. Der Gipfel ist nicht dicht bewaldet, so dass eine gute Aussicht zu benachbarten Felsformationen wie den Affensteinen und den Schrammsteinen mit dem Falkenstein möglich ist.

## Bergsteigerehrenmal
Auf dem Gipfel der Hohen Liebe befindet sich ein Bergsteigerehrenmal, das an im Ersten Weltkrieg gefallene Bergsteiger erinnert. Von rund 800 Mitgliedern des Sächsischen Bergsteigerbunds (SBB) waren über 400 im Ersten Weltkrieg gefallen. Bereits kurz nach Kriegsende rief der SBB einen Ausschuss zur Errichtung eines Ehrenmals für gefallene Bergsteiger in Leben. Leiter war der bekannte Bergsteiger und Erstbegeher des Überfalls an der Lokomotive, Albert Kunze, als Berater zur Gestaltung engagierte sich der Dresdner Architekt und Bergsteiger Oskar Pusch. Der Entwurf zur Gestaltung stammte von Franz Beyer, einem Dresdner Bildhauer und Bergsteiger. Am 17. Oktober 1920 wurde das Ehrenmal mit einer Rede von Rudolf Fehrmann eingeweiht.
Das aus Sandstein gefertigte Ehrenmal trägt zwei Bronzetafeln mit den Inschriften „Den gefallenen Bergsteigern 1914 bis 1918“ und „Unseren toten Bergfreunden“. 1947 wurde die damals als nicht mehr zeitgemäß empfundene Inschrift geändert, 1990 wurde der frühere Zustand wieder hergestellt.
Am Totensonntag treffen sich am Ehrenmal jedes Jahr Bergsteiger zur Erinnerung an ihre Toten. Inzwischen wird nicht mehr nur gefallener Bergsteiger gedacht, sondern allen gestorbenen und bei Bergunfällen ums Leben gekommenen Bergsteigern. Das Treffen auf der Hohen Liebe gehört zum traditionellen Kalender des Bergsteigerjahrs im Klettergebiet Sächsische Schweiz.

## Galerie

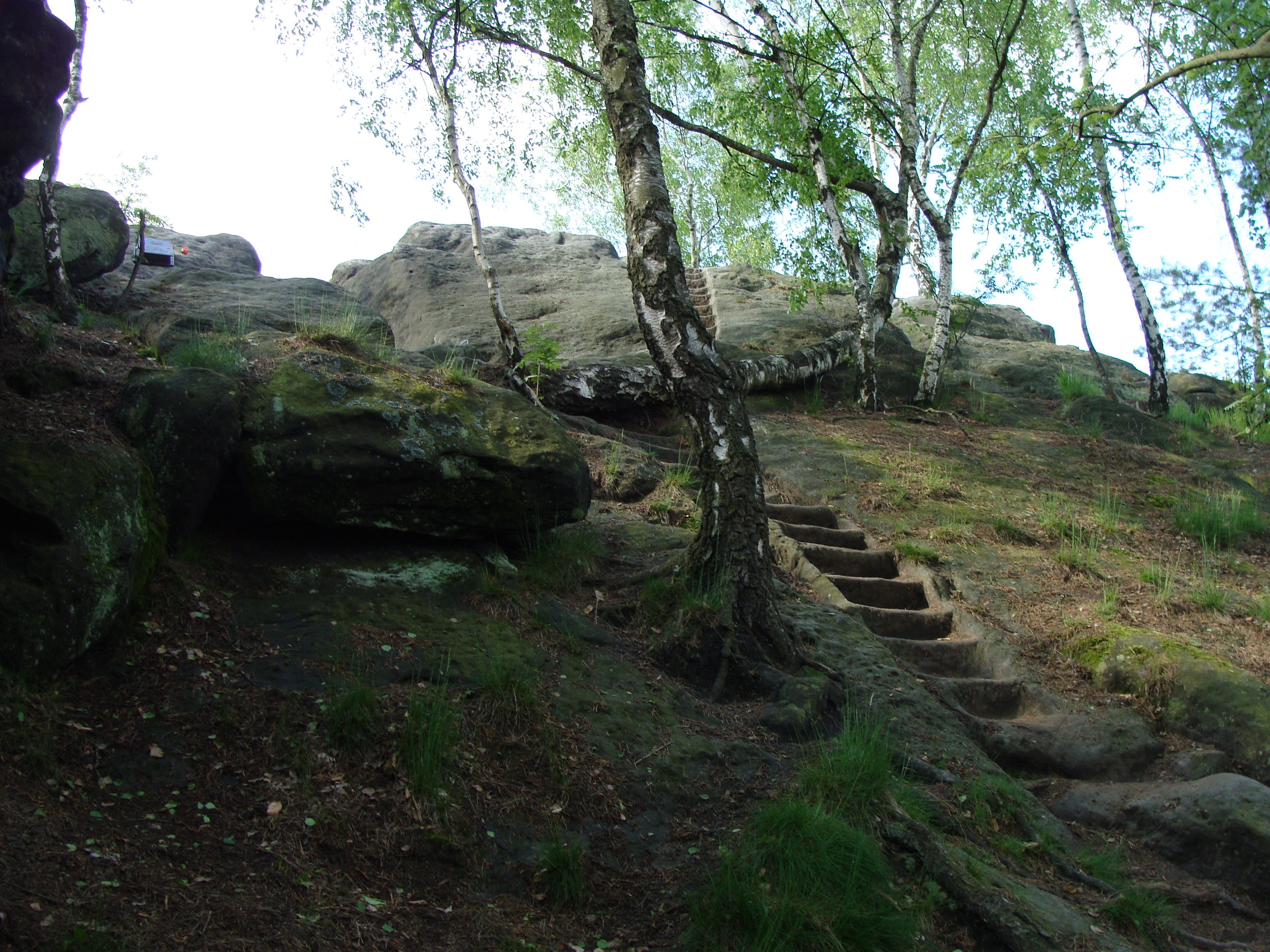
Gipfelregion
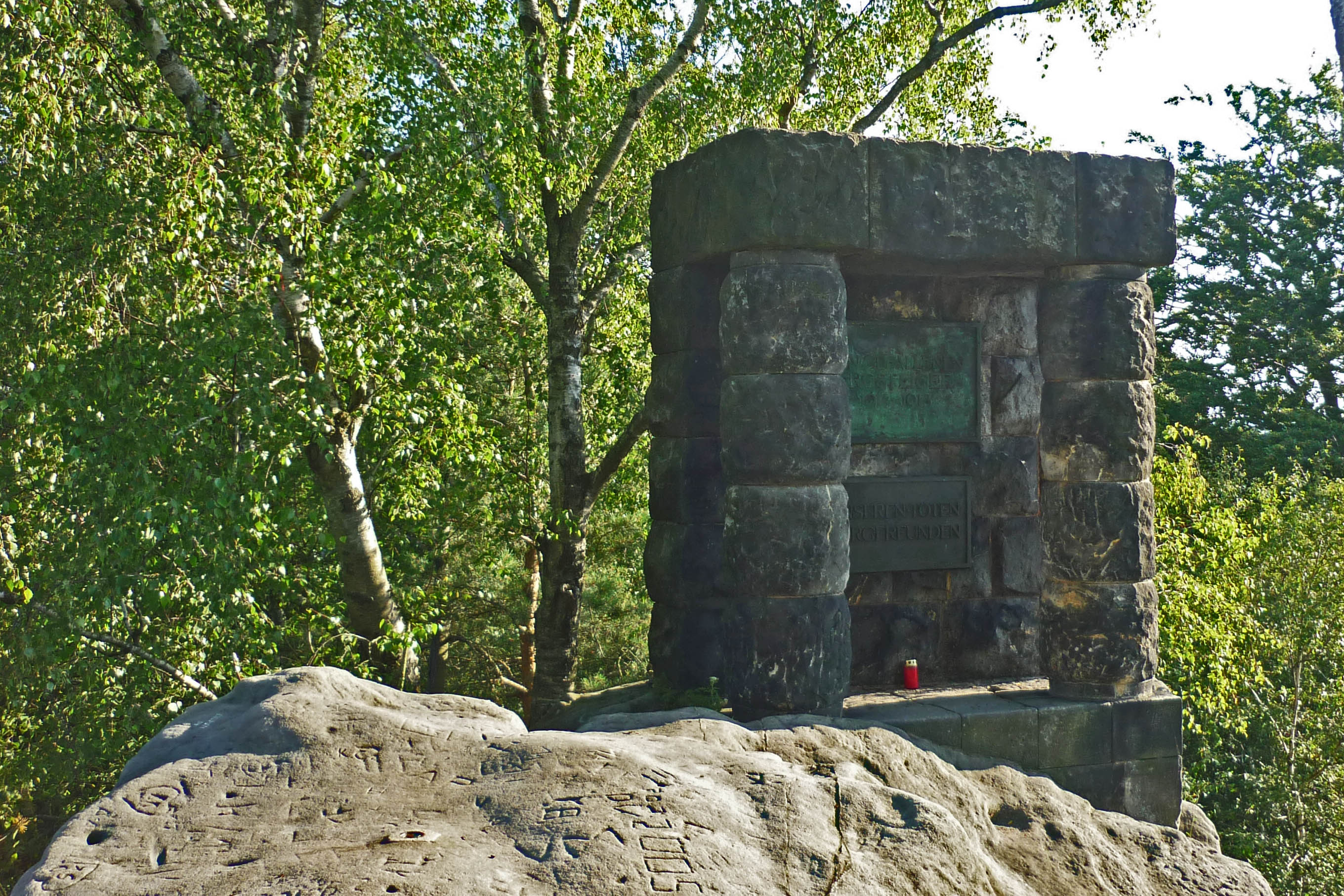
Bergsteiger-Ehrenmal
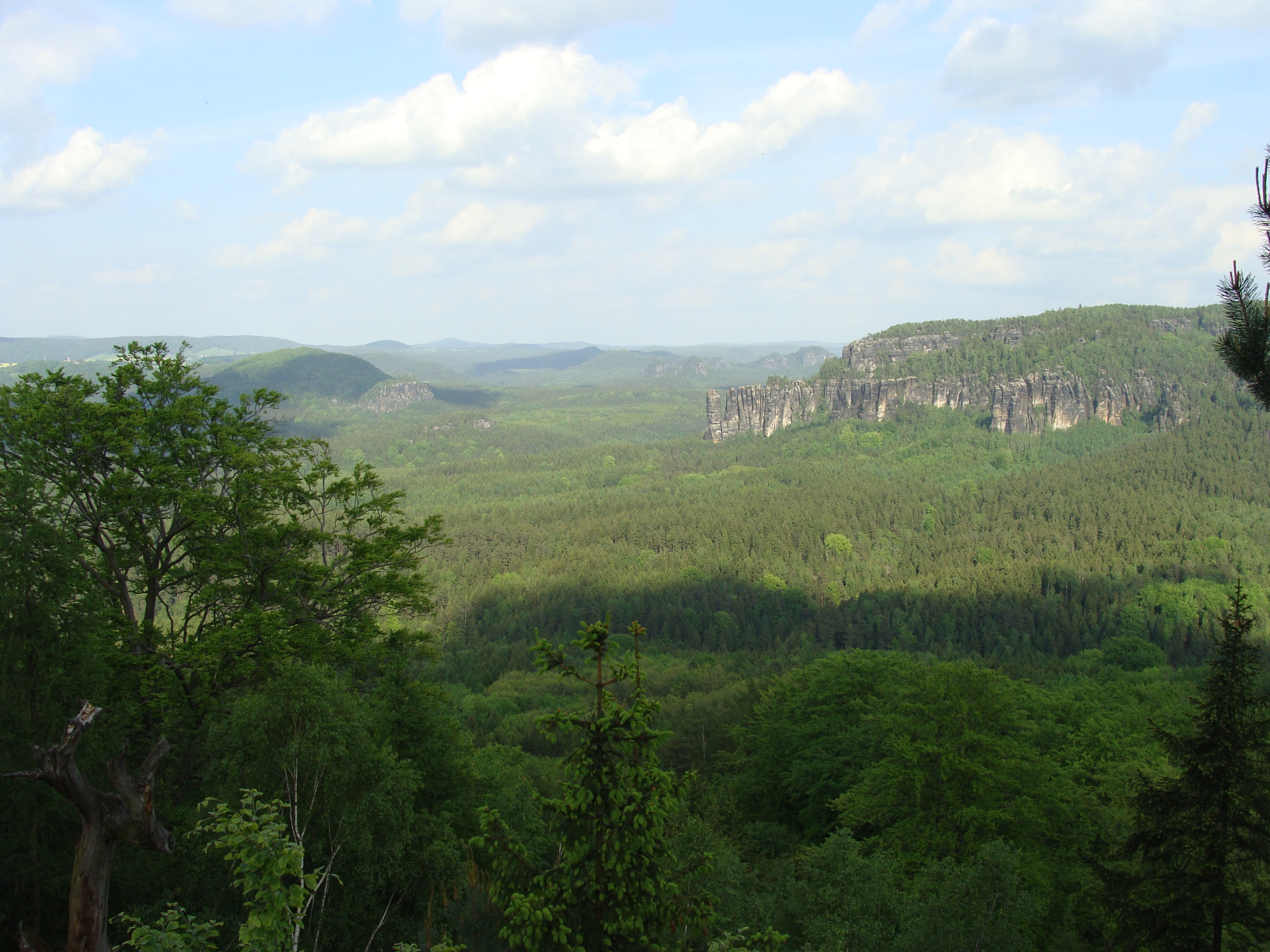
Blick vom Gipfel zum Alten und Neuen Wildenstein, Hausberg und den Affensteinen mit Bloßstock
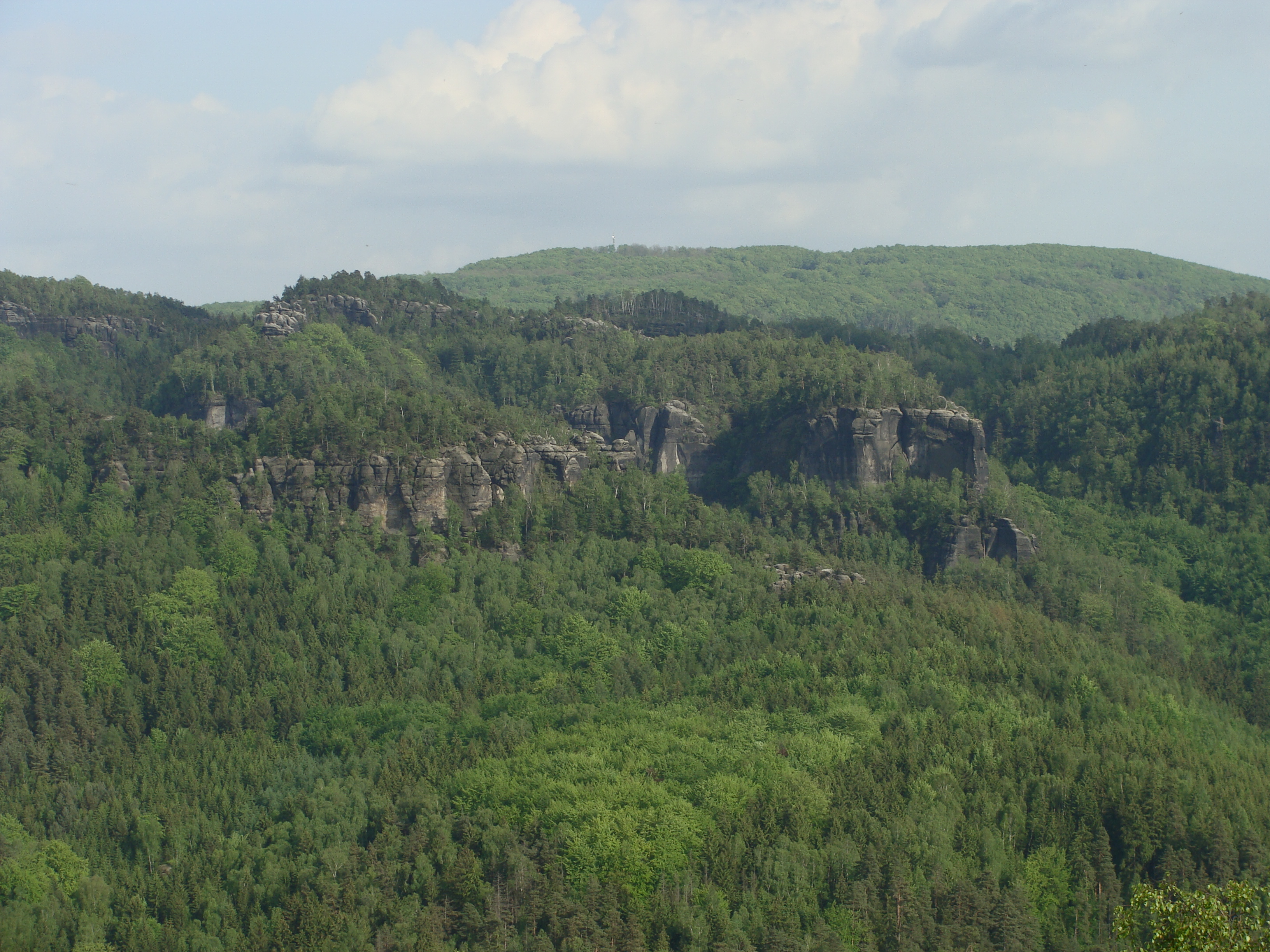
Blick vom Gipfel zum Großen Dom mit Großem Winterberg im Hintergrund